# Syneches minor
Syneches minor är en tvåvingeart som beskrevs av Mario Bezzi 1904. Syneches minor ingår i släktet Syneches och familjen puckeldansflugor. Inga underarter finns listade i Catalogue of Life.